# Ulobòrids
Els ulobòrids (Uloboridae) són una família d'aranyes araneomorfes. Fou descrita per primera vegada per Tord Tamerlan Teodor Thorell el 1869. Tenen una distribució gairebé mundial i es troben per tot arreu, a excepció de la zones desèrtiques del Sàhara i d'Aràbia.
Els ulobòrids destaquen de manera especial per ser aranyes no verinoses. La seva manca de glàndules de verí és un caràcter evolutiu secundari. Tots els membres d'aquesta família produeixen una seda cribel·lada. Aquestes aranyes no utilitzen substància adhesiva en les seves teranyines orbitals; però les fibres de seda, molt fines, tendeixen a retenir la presa. Les seves teranyines tenen sovint un stabilimentum o dibuix en zig-zag en el centre de la xarxa.

## Sistemàtica
Segons el World Spider Catalog amb data de 23 de gener de 2019, aquesta família té reconeguts 19 gèneres i 286 espècies de les quals 80 espècies pertanyen al gènere Uloborus i 69 a Miagrammopes. El creixement dels darrers anys no és molt gran; el 27 de novembre de 2006 hi havia citats 18 gèneres i 262 espècies.
- Ariston O. P-Cambridge, 1896 (Amèrica Central)
- Astavakra Lehtinen, 1967 (Filipines)
- Conifaber Opell, 1982 (Sud-amèrica)
- Daramulunia Lehtinen, 1967 (Samoa, Fiji, Noves Hèbrides)
- Hyptiotes Walckenaer, 1837 (Paleàrtic)
- Lubinella Opell, 1984 (Nova Guinea)
- Miagrammopes O. P.-Cambridge, 1870 (Amèrica, Austràsia)
- Octonoba Opell, 1979 (Rússia, Àsia central fins al Japó)
- Orinomana Strand, 1934 (Sud-amèrica)
- Philoponella Mello-Leitão, 1917 (Àfrica, Amèrica, Àsia, Austràlia)
- Polenecia Lehtinen, 1967 (Mediterrani fins a l'Azerbaidjan)
- Purumitra Lehtinen, 1967 (Austràlia, Filipines)
- Siratoba Opell, 1979 (EUA, Mèxic)
- Sybota Simon, 1892 (Sud-amèrica)
- Tangaroa Lehtinen, 1967 (Oceania)
- Uaitemuri Santos & Gonzaga, 2017 (Brasil)
- Uloborus Latreille, 1806 (arreu del món)
- Waitkera Opell, 1979 (Nova Zelanda)
- Zosis Walckenaer, 1842 (Pantropical)

### Fòssils
Segons el World Spider Catalog versió 19.0 (2018), existeixen els següents gèneres fòssils:
- †Bicalamistrum Wunderlich, 2015
- †Burmuloborus Wunderlich, 2008
- †Eomiagrammopes Wunderlich, 2004
- †Furculoborus Wunderlich, 2017
- †Hyptiomopes Wunderlich, 2004
- †Jerseyuloborus Wunderlich, 2011
- †Kachin Wunderlich, 2017
- †Microuloborus Wunderlich, 2015
- †Ocululoborus Wunderlich, 2012
- †Opellianus Wunderlich, 2004
- †Palaeomiagrammopes Wunderlich, 2008
- †Palaeouloborus Selden, 1990
- †Paramiagrammopes Wunderlich, 2008
- †Propterkachin Wunderlich, 2017
- †Talbragaraneus Selden & Beattie, 2013
- †Ulobomopes Wunderlich, 2004

### Superfamília
Els ulobòrids havien format part de la superfamília dels uloboroïdeus (Uloboroidea), al costat dels dinòpids. Les aranyes, tradicionalment, havien estat classificades en famílies que van ser agrupades en superfamílies. Quan es van aplicar anàlisis més rigorosos, com la cladística, es va fer evident que la major part de les principals agrupacions utilitzades durant el segle XX no eren compatibles amb les noves dades. Actualment, els llistats d'aranyes, com ara el World Spider Catalog, ja ignoren la classificació de superfamílies.